# 法蘭克福腸

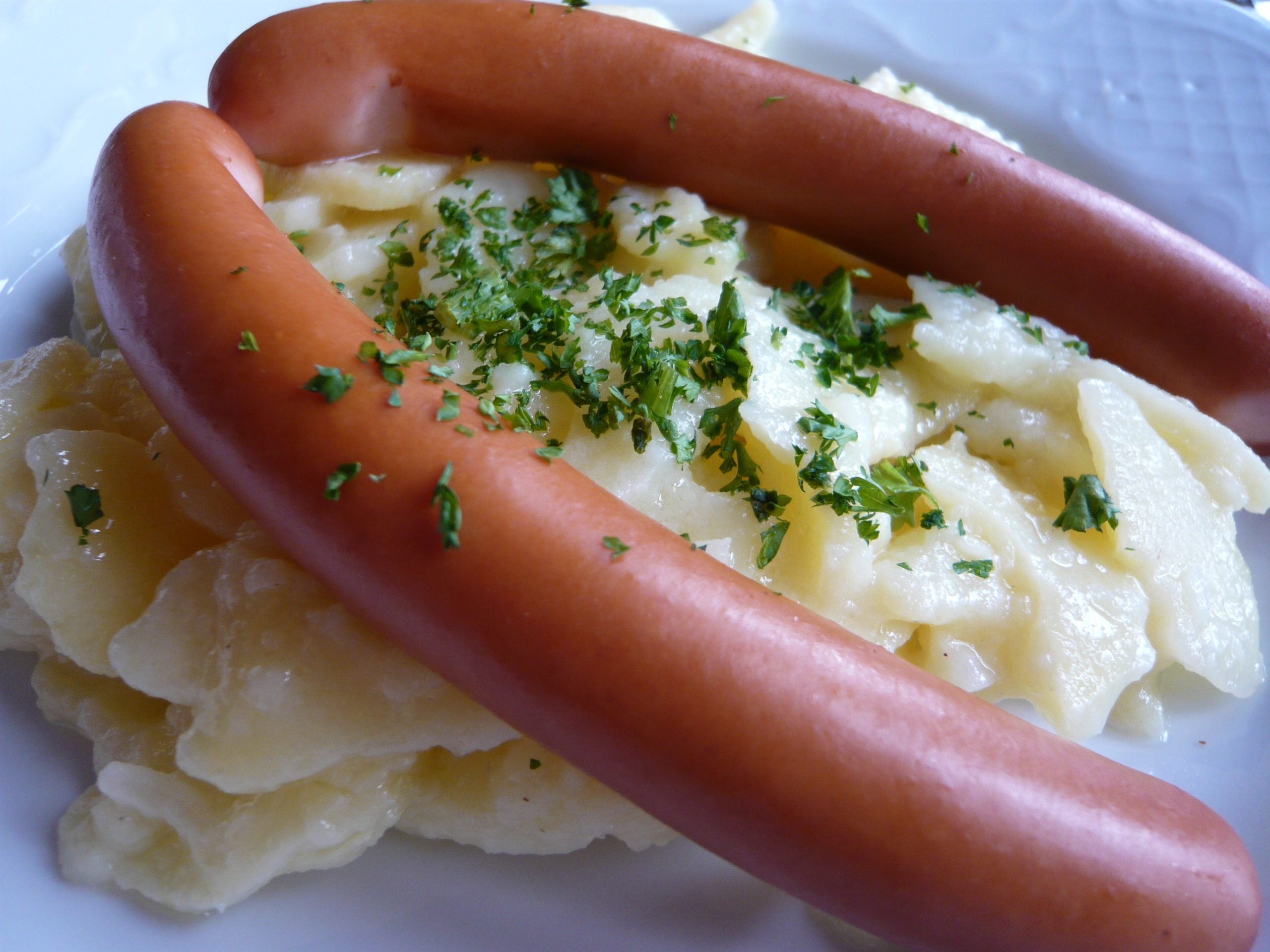
法蘭克福腸

法蘭克福腸（德語：Frankfurter Würstchen）是德國一種香腸，由豬肉（有時會混合其他肉類）摻入羊腸衣製成，起源於法蘭克福，因而得名。一般只需用水灼熟至八分鐘，即可食用。法蘭克福腸在传至美国后，因多被夹入热狗食用，也有熱狗腸之稱。

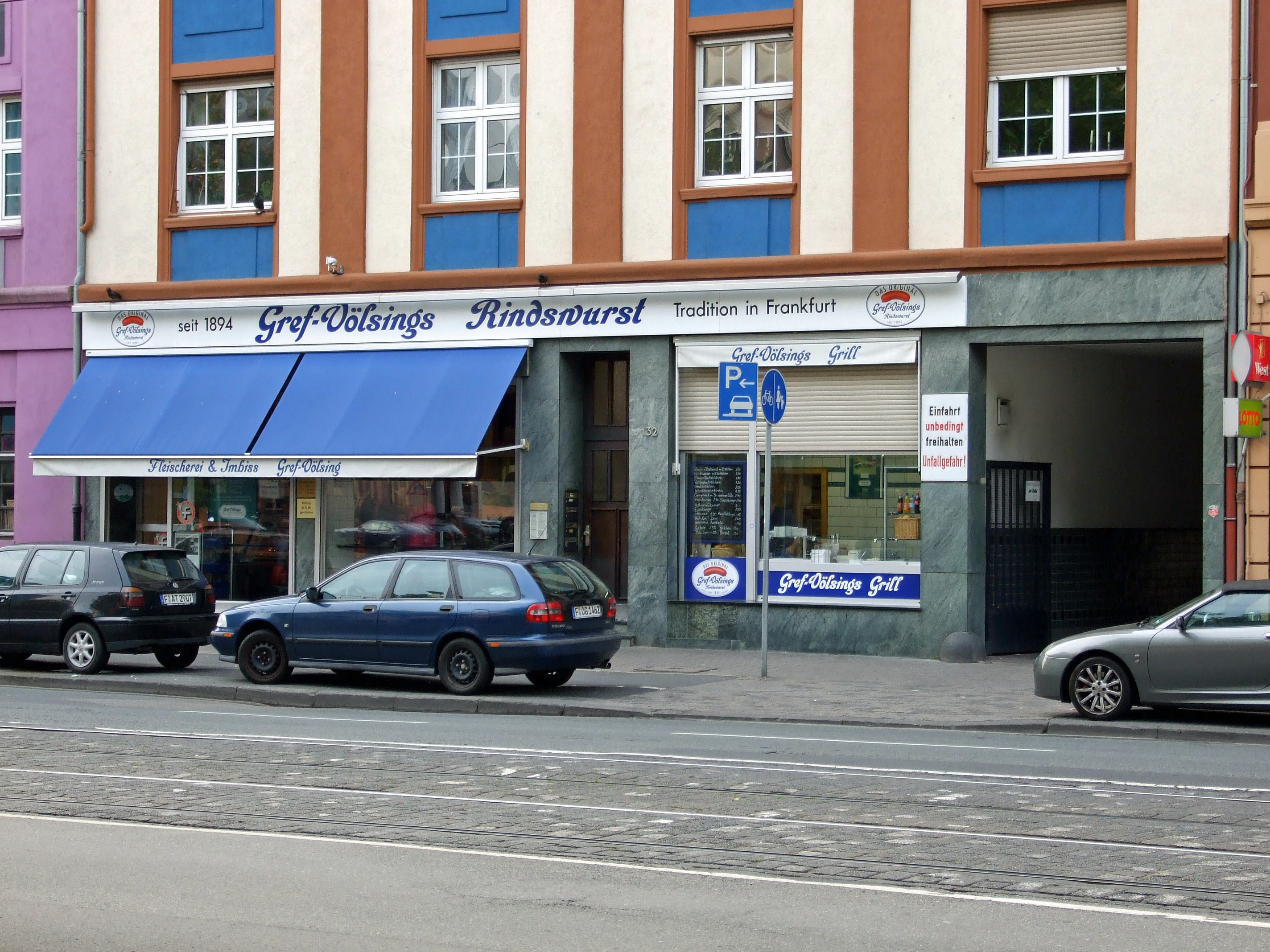
Gref-Völsing肉铺，法兰克福牛肉肠的起源地。

另外除了猪肉肠外，也有法兰克福牛肉肠。